# Plataforma continental extendida

Las distintas zonas marítimas de acuerdo a la Convención de las Naciones Unidas sobre el Derecho del Mar aprobada en 1982.

La plataforma continental extendida, también denominada plataforma continental científica o plataforma continental exterior, es una zona del mar establecida por la Convención de las Naciones Unidas sobre el Derecho del Mar de 1982 en donde un Estado soberano tiene derechos de exclusividad en relación con la exploración y el uso de los recursos del lecho y subsuelo marino. 
Mediante el proceso conocido como "ampliación del límite exterior de la plataforma continental" todo estado ribereño tiene la posibilidad de presentar la evidencia científica, frente a la comunidad internacional de naciones, que demuestre que su plataforma continental se extiende físicamente más allá de las 200 millas náuticas que comprenden su zona económica exclusiva, y por lo tanto podrá adquirir los derechos de explotación, exclusivos y a perpetuidad, sobre los recursos bióticos y abióticos contenidos en el lecho y subsuelo marino. Esta área se extiende a partir de las 200 millas náuticas y hasta el límite de la plataforma continental siempre que ésta no supere las 350 millas náuticas, límite máximo permitido. 
En estos espacios de aguas profundas la explotación de sus recursos estaba vedada técnicamente a los métodos disponibles o era inviable desde el punto de vista económico. Gracias al sostenido progreso científico e industrial, han pasado a estar cada vez más al alcance de las nuevas tecnologías, de allí que estos territorios oceánicas cobren una creciente importancia geopolítica y geoeconómica.

## Origen histórico
La creación e implementación de este concepto jurídico, que deviene en la adjudicación a estados ribereños del goce absoluto de ciertos derechos de lucro sobre enormes territorios oceánicos, es obra de la Convención de las Naciones Unidas sobre el Derecho del Mar (Convemar), específicamente en su Parte VI. Este tratado multilateral fue aprobado en abril de 1982, entrando en vigor el 16 de noviembre de 1994, un año después de la ratificación de Guyana. habiéndose cumplido la exigencia que, en un mínimo de 60 estados firmantes, esta sea ratificada por los congresos nacionales.
Las normativas desarrolladas y emitidas por la Convemar tienen aplicación global. La reunión de los estados que forman parte de esa convención estableció la Comisión de Límites de la Plataforma Continental (CLPC), por lo que lo validado por dicho organismo tiene legitimidad política y jurídica. Esta comisión tiene su sede en la de Naciones Unidas, en la ciudad de Nueva York.

## Diferencias con el concepto de zona económica exclusiva

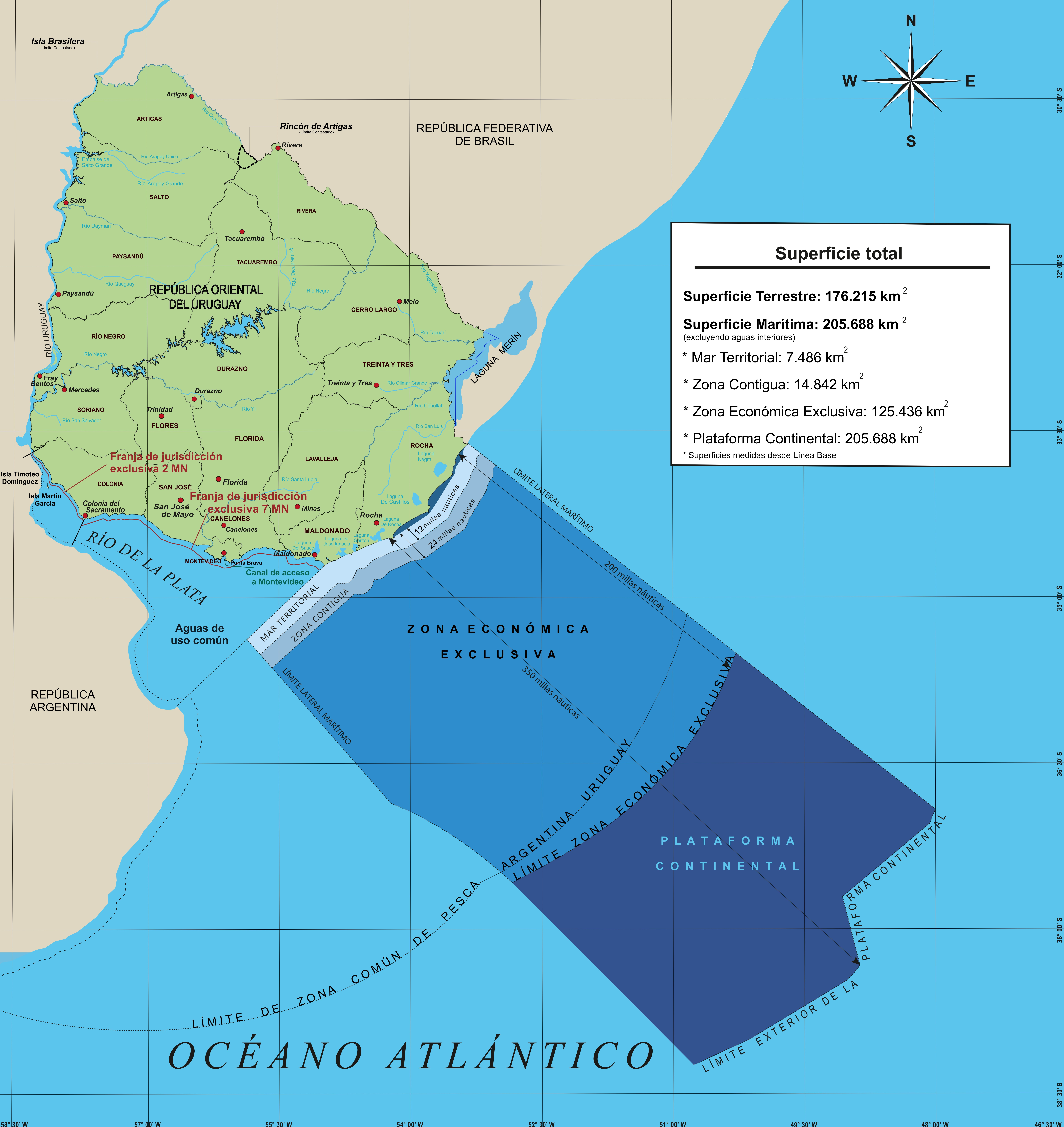
Mapa de Uruguay, en azul oscuro se muestra su plataforma continental extendida, en el azul más claro se muestra su zona económica exclusiva.

En la figura de la plataforma continental extendida, el estado ribereño al que le fue adjudicada es el único con derecho a explotar los recursos naturales alojados en el lecho y subsuelo, ya sea minerales u otros recursos no vivos, así como los organismos vivos, tanto los que penetran dentro del lecho como los que poseen hábitos sedentarios, definidos como aquellos que durante el período de explotación permanecen inmóviles sobre el fondo marino o se trasladan en permanente contacto físico con él. No existe sin embargo derecho de exclusividad sobre la pesca.
Las plataformas continentales extendidas, en caso de existir, se sitúan siempre en superficies marítimas distanciadas a más de 200 millas náuticas (370,4 km) —contadas a partir de las líneas de base rectas, desde las cuales se mide la anchura del mar patrimonial— y sin rebasar las 350 millas náuticas, como máxima prolongación.
En la figura de la zona económica exclusiva los Estados costeros tienen derecho inalienable a usufructuar para sí sus proyecciones marítimas hasta el límite de las 200 millas marinas (indistintamente de las características de sus fondos marinos o de las profundidades que estas posean) contadas desde sus líneas de base. En este último concepto, a los derechos de explotación del lecho y subsuelo se les suman también los recursos de la columna de agua y la superficie.

## Proceso de adquisición de una plataforma continental extendida
Para que un estado ribereño pueda adquirir derechos sobre una plataforma continental extendida deberá cumplir rigurosamente determinados pasos. 
Primeramente deberá entregar a la CLPC un detallado informe en donde pretende demostrar sus derechos sobre una determinada superficie que el propio estado delinea en un presentación cartográfica, tarea que se debe realizar teniendo en consideración el conjunto de fórmulas o directrices científico-técnicas desarrolladas por la Convemar, y luego de acumular y procesar abundante información, tanto sobre su mar patrimonial como sobre las áreas pretendidas, la cual es recabada por medio de complejos análisis científicos, en donde intervienen especialistas de múltiples disciplinas, donde se practican sondeos y estudios gravimétricos, batimétricos, magnetométricos, geológicos, geofísicos, morfológicos, sísmicos y sedimentológicos, los que son apoyados por profesionales en oceanografía, hidrografía, geografía, cartografía, abogacía, expertos en Derecho Internacional, en sistemas de información geográfica, entre otros.
Dicha comisión autónoma pasa entonces a la etapa de revisión del reclamo, el cual es realizado por una subcomisión integrada por 7 miembros del total de 21 técnicos que la componen, los que son expertos internacionales en hidrografía, geofísica y geología, todos escogidos por los propios estados partes de la CLPC. Ellos examinan detenidamente los argumentos esgrimidos en la solicitud por la parte interesada, más toda la información técnica aportada como respaldo y los mapas que la acompañan (donde se vuelcan todos los puntos que definen la traza pretendida, con sus coordenadas, profundidades, etc.).
En esta etapa, la CLPC puede demandar numerosas reuniones aclaratorias con el estado ribereño, así como formular recomendaciones sobre aspectos que deberían modificarse, a la vez que presta asesoramiento científico-técnico o hasta puede reprocesar los datos proveídos, los que son el soporte a los fundamentos científicos de la presentación. Una vez que la subcomisión concluye el análisis, esta emite un proyecto de recomendaciones, las que posteriormente son aprobadas por el plenario de la comisión. Si el estado ribereño determina una traza atendiendo a las recomendaciones emitidas por la comisión, esta validará los nuevos límites ambicionados. En sectores en donde se producen ampliaciones que podrían ser excesivas, la comisión podrá emitir recomendaciones que aconsejen ajustar el límite a una traza más conservadora, dejando dichas secciones en suspenso, requiriendo al estado que hace la presentación que se aboque a perfeccionar sus argumentos técnicos o a realizar estudios suplementarios que permitan ampliar y sustentar la información aportada, lo cual puede ser aceptado por el estado o reformular su reclamo y presentar uno nuevo en un tiempo razonable. Luego del estudio de la nueva información, la comisión podrá finalmente validar la pretensión.
Según lo dictado por la Convemar, en el artículo 76.8, el límite establecido por un estado ribereño mediante la aplicación de las fórmulas indicadas por la CLPC, el cual luego ha sido validado por dicha comisión, será definitivo y vinculante, oponible a terceros estados y de cumplimiento obligatorio a nivel internacional.
Jurídicamente, el límite es trazado por el propio estado, limitándose la CLPC a emitir las recomendaciones que le permitan a dicho estado elaborarlo siguiendo escrupulosamente las normas establecidas, de ese modo la ampliación concordará fielmente con las exigencia para beneficiarse de este derecho desarrolladas por la Convemar.
El estado ribereño entregará al Secretario General de las Naciones Unidas cartografía, datos geodésicos e información anexa que describan el nuevo límite exterior, establecido de modo permanente, quien luego de recibirlos les dará adecuada difusión para que dichas trazas sean respetadas por la comunidad de naciones.

### Método para determinar el límite exterior de la plataforma continental

Corte esquemático de una plataforma continental.
Sedimento
Roca
Manto

La Convemar, en el artículo 76, estableció complejas directrices científico-técnicas que todo estado ribereño debe atender a la hora de estimar hasta dónde llega su plataforma continental extendida, las que son sintetizadas en una combinación de 4 reglas —2 fórmulas y 2 restricciones—. Estas normas fueron debatidas y consensuadas durante varios años, para finalmente ser aprobadas en la ciudad de Nueva York, el 13 de mayo de 1999, durante el quinto período de sesiones.
Las pautas del procedimiento a seguir por el estado deseoso de ampliar su superficie marítima comienzan con la ubicación del pie de su talud continental, que fue definido como el punto de mayor cambio de gradiente en su base. Una vez que este fue localizado, se trazan las líneas de fórmulas, para encontrar la más alejada envolvente exterior, la cual se corresponderá con el borde exterior de la plataforma continental que intentará defender. Cada estado escogerá la fórmula a utilizar en cada sección, aplicando las más convenientes según los rasgos de los fondos marinos y distancias, para así luego obtener la mayor extensión posible de plataforma continental exclusiva.
Cada fórmula fue propuesta por un geólogo, por lo que su denominación técnica lleva el apellido de dicho científico:
- Fórmula Gardiner o del espesor sedimentario

Su fórmula proporciona una línea trazada por los puntos situados donde el espesor de las rocas sedimentarias mide como mínimo el equivalente al 1 % de la distancia más corta entre dicho punto y el pie del talud continental. 
- Fórmula Hedberg o de la distancia

Al utilizarla se dibuja una línea creada mediante puntos fijos posicionados a no más de 60 millas marinas de distancia del pie del talud continental. Posteriormente, se evalúa la propuesta obtenida mediante la prueba de pertenencia, en la cual se debe demostrar que su plataforma continental se extiende más allá de las 200 millas marinas medidas desde sus líneas de base.  
En el siguiente paso, se aplican las normas de restricciones, las cuales son dos:
- Primera restricción

Que ningún punto de la superficie pretendida rebase las 350 millas marinas medidas desde sus líneas de base
- Segunda restricción

Que ningún punto de la superficie pretendida supere la distancia de 100 millas marinas medidas desde la línea en que se localiza la isóbata con la profundidad de 2500 metros.
Atendiendo a la combinación que resulta de la aplicación de la fórmula seleccionada en el segmento, más el acotamiento que pueda producirse por las restricciones estipuladas, se consigue trazar los límites exteriores de la plataforma continental ampliada, al finalmente unirse todos los segmentos en una misma línea continua.

### Plazos para las presentaciones
Se estableció que mayo de 2009 fuese la fecha límite para que cada estado que forma parte de la Convemar sometiese ante la CLPC el informe en el cual argumente su reclamo de ampliación, el que puede ser completo o solo de una sección. Los Estados que realizaron la presentación en tiempo y forma quedaron habilitados para poder incluir nueva información suplementaria sobre las otras áreas pretendidas, en fechas posteriores. 
El Estado incluido en la Convemar que para dicha fecha límite no presentó ante la CLPC su respectivo informe de ampliación territorial, quedó inhabilitado de poder hacerlo. En el caso de un estado que aún no ha ratificado la Convemar, no tendrá valor jurídico cualquier ampliación del límite exterior marítimo que realice motu proprio; solo podrá adquirir derechos si primero acepta adherir a la convención, debiendo posteriormente hacer la presentación de sus estudios ante la CLPC, para lo cual se le otorgan 10 años de plazo —contados a partir de la fecha en que ratificó la Convemar—; cumplida la década, si no realizó su presentación habrá perdido definitivamente su derecho de ampliación.

## Territorios marítimos disputados

Mapa de la disputa por la plataforma continental extendida en el Mar de la Zona Austral entre Argentina y Chile.

Los procedimientos establecidos por la Convemar se basan en el principio de “la tierra domina al mar”, de allí que el estatus de los espacios marinos que sus organismos legitiman, emana del estatus de las propias superficies ribereñas emergidas. Si en los procedimientos de ampliación de plataforma, la CLPC encuentra zonas de superposición de títulos de jurisdicción o con conflictos pendientes, es decir, áreas oceánicas que son reivindicadas soberanamente por dos o más países —incluyendo aquellas que se proyectan desde islas en disputa—, la presentación del límite en dichas zonas por uno de los países intervinientes en el diferendo no será examinada ni calificada, ya que esta comisión no puede intervenir sobre la cuestión de fondo, debiendo quedar postergada la traza o adjudicación definitiva, sujeta al resultado de otras instancias jurídicas o mecanismos de negociación propios de la naturaleza de estas disputas, por ejemplo, por tratados, resultado de arreglos o negociaciones que las partes en conflicto celebren entre sí, por mediaciones, fallos de tribunales internacionales, etc. Solo podrá ser examinada por la CLPC, si los estados reclamantes hacen una presentación conjunta —algo que incluso llegó a ser alentado por la propia comisión— o si estos manifiestan su consentimiento, por lo cual, la determinación de los límites no prejuzgará la delimitación jurídica definitiva.
En julio de 2023 la Corte Internacional de Justicia se pronunció sobre la prevalencia de una Plataforma Continental por sobre la Plataforma Continental Extendida en el caso de la controversia territorial y de delimitación marítima entre Colombia y Nicaragua. En este caso, no había un tratado de delimitación marítima entre Nicaragua y Colombia, como lo señaló la Corte Internacional de Justicia en su Sentencia del 13 de diciembre de 2007. De conformidad con lo dispuesto en el artículo 74, inciso 4, de la Convención de las Naciones Unidas sobre el Derecho del Mar, cuando exista un tratado de delimitación marítima vigente entre los Estados interesados, las cuestiones relativas a la delimitación de la zona económica exclusiva se resolverán de conformidad con las disposiciones de dicho tratado.
En virtud del artículo 59 de la Convención de las Naciones Unidas sobre el Derecho del Mar, las reclamaciones marítimas disputadas y superpuestas carecen de fuerza legal hasta que se resuelva la controversia entre las partes enfrentadas.
De conformidad con lo dispuesto por el artículo 74 sobre "Delimitación de la zona económica exclusiva entre Estados con costas adyacentes o situadas frente a frente" de la Convención de las Naciones Unidas sobre el Derecho del Mar, cuando exista un tratado de delimitación marítima entre los Estados interesados, las cuestiones relativas a la delimitación de la zona económica exclusiva se resolverán por las disposiciones de ese tratado.
A su vez la CONVEMAR es una comisión consultiva la cual hace recomendaciones que no son jurídicamente vinculantes y la comisión no tiene jurisdicción sobre cuestiones de soberanía.